# Roberto Donadoni
Roberto Donadoni (Cisano Bergamasco, 1963. szeptember 9. –) labdarúgó, edző, középpályás, az AC Milan legendás játékosainak egyike, az olasz labdarúgó-válogatott korábbi szövetségi kapitánya.

## Pályafutása

### Játékosként
Labdarúgó pályafutását 1982-ben kezdte meg az Atalanta csapatánál, amely az olasz harmadosztályban (Lega Pro) szerepelt a szezon kezdetekor, ennek végén viszont megnyerték a bajnokság küzdelmeit és feljutott a bergamói csapattal a másodosztályba (Serie B), amelyet 1984-ben sikerült behúznia nevelőegyesületével így 11 év után jutottak vissza az élvonalba.
1986-ban az ismert médiamogul és későbbi olasz miniszterelnök, Silvio Berlusconi megvette az AC Milan csapatát és a korszak első igazolása éppen Donadoni lett, mint később kiderült remek húzásnak bizonyult, ugyanis 10 év alatt minden létező trófeát begyűjtött Donadoni a piros-fekete alakulattal (5 olasz bajnoki cím, 4 szuperkupa, 3 BEK/BL-trófea, 3 európai szuperkupa és 2 Interkontinentális kupa) egyedül a Coppa Italia-győzelem nem lett meg neki.
1996-ban elhagyta a Milant és az MLS felé vette az irányt, azon belül a New York MetroStarsnál kötött ki. Bár a tengerentúli bajnokságot nem nyerte meg, így is beválasztották a '96-os MLS keleti All-Star csapatba, valamint a szezon legjobb kezdő tizenegyébe is bekerült. Az 1997-es szezonban a MetroStars már az alapszakaszban búcsúzott, ezután visszatért korábbi sikerklubjához, az AC Milanhoz.
Az 1998-99-es szezont Donadoni tehát már a milánóiaknál töltötte, ennek a szezonnak a végén megnyerte karrierje utolsó, 6. olasz bajnoki címét, összességében 285 alkalommal lépett pályára a Milan színeiben ezalatt 18 gólt szerzett.
Utolsó klubja a szaúdi el-Áttihád volt, az "ázsiai tigrisekkel" 15 meccsen lépett pályára, gólt nem szerzett, de az 1999-00-es szezon végén elhódította az együttessel a bajnoki címet, majd ezt követően Donadoni bejelentette, hogy a közel 20 éves aktív pályafutását lezárja.

### Edzőként
Edzői pályafutásának első állomása az akkoriban még az olasz harmadosztályban szereplő Calcio Lecco volt 2001-ben, a szezon végén 10. lett a csapattal, míg a kupából hamar kipotyogtak, ezek után 2002 júniusában Donadoni távozott.
Következő klubja az akkor másodosztályú Livorno lett, amelyet a 2002-03-as szezonban irányított. Az "Amaranto" becenévre hallgató együttesnek a szezon végén nem jött össze a feljutás (10. hely), a kupában pedig a legjobb 32 közé sem jutottak be, ezért Donadoninak ismét egy év után mennie kellett.
2003-ban a szintén második ligás Genoa edzője lett, ugyanakkor az első 6 forduló után csupán 4 ponttal rendelkezett a genovai alakulat, ami miatt augusztusban Donadonit menesztették, és egészen 2004-ig nem vállalt edzői feladatokat.
2004 januárjában ismét a Livorno szakvezetője lett, ezt az esélyt most remekül kihasználta Donadoni együttese, ugyanis a szezon végén a feljutást jelentő 3. helyen zártak, ezzel 1949 után lett ismét a Serie A tagja az "Amaranto". A 2004-05-ös szezont tehát az élvonalban kezdte a Livorno, céljuk a kiesés elkerülése volt, ezt Donadoniék maradéktalanul teljesítették, hiszen a 9. helyen fejezték be a kiírást, 8 ponttal lemaradva a nemzetközi porondról, a Coppa Italiában bejutottak ugyan a 32 közé, de alulmaradtak a Leccével szemben (4-3).
A 2005-06-os szezonban szintén jól szerepelt Donadoni a Livornóval (18 forduló után a 6. helyen álltak) azonban 2006 februárjában mégis szerződést bontottak vele, mert kritizálta a klubelnök Aldo Spinellit. Egyébként a csapat ugyan végül a 9. helyen fejezte be ezt a szezont, a "Calciopoli" néven elhíresült bundabotrány és az ezt követő pontlevonások és kizárások miatt a 6. helyig léptek előre, amivel kvalifikálták magukat az UEFA-kupába.
2006. július 13-án miután Marcello Lippi az az évi labdarúgó-világbajnokság után (amit megnyertek) távozott az olasz labdarúgó-válogatott éléről, a szövetség Donadonit bízta meg a szövetségi kapitányi teendők ellátásával. Első meccsét 2006. augusztus 16-án Horvátország ellen vívta meg és nyertek 2-0-ra hazai közönség előtt, ezt követően jöttek a 2008-as labdarúgó-Eb selejtező mérkőzései, ami meglehetősen rosszul indult az olaszok számára, ugyanis az első körben 1-1-es döntetlent játszottak hazai pályán Litvániával, majd négy nappal később Párizsban 3-1-re kikaptak Franciaországtól. A kiábrándító kezdés után megtáltosodott a Gli Azzurri, ugyanis soron következő 10 meccsükből 9-et megnyertek és 1 döntetlent játszottak, ezzel a franciákat megelőzve csoportelsők lettek és kijutottak az osztrák-svájci kontinensviadalra.
A 2008-as Eb csoportmeccsei nem sikerültek olyan jól Donadoniék számára, mint ahogyan azt várták: Az első körben 4-0-s vereséget szenvedtek Hollandiától, majd Románia ellen 1-1-es döntetlent értek el, az utolsó csoportmeccsen Zürichben egy továbbjutást jelentő győzelmet arattak az olaszok Franciaország fölött (2-0). a negyeddöntőben Spanyolország volt a Squadra Azzurra ellenfele, a rendes játékidő és a 2x15 perces ráadás sem hozott döntést, így 11-es párbaj döntött a négy közé jutásról, ami a spanyoloknak kedvezett és 4-2-vel ejtették ki a 2006-os világbajnokokat. Az Eb-negyeddöntős kiesés után egy héttel az olasz labdarúgó-szövetség menesztette Roberto Donadonit és visszahívták a helyére Lippit.
2009. március 10-én a Napoli a gyenge bajnoki szereplés miatt menesztette az olasz Edoardo Reját, aki ezt megelőzően 4 évig volt a nápolyiak mestere, még ugyanezen a napon kinevezték Roberto Donadonit a csapat edzőjévé. Első meccsén 1-1-es döntetlent játszott a Reggina otthonában, majd a következő körben 0-0-s döntetlenre jutottak a Milan ellen. A soron következő 9 meccsből csak 2 végződött győzelemmel, 3 döntetlennel és 4 vereséggel, ennek ellenére a nápolyiak a 12. helyen zárták a szezont, így a 2009-10-es kiírást már Donadonival kezdték meg. Az új szezon első 7 meccséből a Donadoni vezette legénység mindössze 2-t nyertek meg, a Roma elleni október 4-én elszenvedett 2-1-es vereség után a vezetőség menesztette az olasz szakembert.
A nápolyi kitérő után 2010 novemberében a kiesés elől menekülő Cagliari csapatához szerződött, első meccsén a Brescia elleni 2-1-es győzelemmel debütált a szicíliai kispadon, a téli szünet előtti utolsó hat meccséből négyet nyert meg a "Rossoblu", a 2010-11-es évad végén a csapat a 14. helyen zárt, így sikerült a bennmaradás a Serie A-ban, de a következő szezont már nem Donadonival kezdték meg, két héttel a rajt előtt ugyanis a szakember és a klubelnök Massimo Cellino között elmérgesedett a viszony a csapat egyik kulcsjátékosának, Alessandro Matrinak az eladása miatt, emiatt a nézeteltérés miatt Cellino kitette Donadoni szűrét.
2012 januárjában a szebb napokat is látott Parmához került, amelyre ráfért az edző váltás, ugyanis a kiesés szélére sodródtak. Donadoni vezetésével a soron következő 7 meccsből 7-et nyert meg, ami rekord a csapat történetében. Ez a teljesítmény végül a 8. helyig repítette a sárga-kékeket, míg Donadoninak ez a bravúr egy 2 évre szóló szerződést ért. A 2013-14-es szezon nehezen indult számukra, 6 meccsből 1-et tudtak megnyerni, és volt olyan forduló, amely után a kiesést jelentő 18. helyen álltak. A nehéz kezdet után megindultak felfelé, ami a szezon végén a hatodik helyet jelentette számukra, ami nemzetközi szerepléshez jogosította volna őket 2007 után először, csakhogy a nemzeti szövetség visszavonta a csapat UEFA-licencét, mert komoly pénzügyi problémákkal küzdött a pármai alakulat, így az Európa-liga szereplés jogát a mögöttük végző Torino kapta meg. A 2014-15-ös szezont a Parma történetének talán legrosszabb élvonalbeli szezonjának lehetne nevezni (38 bajnoki találkozóból csak 6 végződött győzelemmel), amit megfejeltek egy 7 pontos levonással fizetésképtelenség miatt, és bár Donadoni végig irányította a sárga-kékeket, a szezon végén kiestek a Serie A-ból, majd 2015 júliusában megszűnt a 90-es évek legendás csapata, így Donadoni ismét csapat nélkül maradt.
2015 októberében a Serie A-s Bologna csapatának vezetését vette át Delio Rossitól, debütáló meccsén új együttese 1-0-ra kikapott hazai pályán az Internazionalétól, a szezon hátralevő részében a kék-vörös csapat végig olyan szereplést produkált, amivel elmozdultak a kiesőzónából, sőt, a 26-29. forduló között még a 9. helyen álltak, de végül meg kellett elégedniük a 14. hellyel. A 2015-16-os szezon jól indult a Donadoni-féle Bologna számára, az új szezon első 6 meccséből hármat nyertek meg, majd ezt követően elkezdett gyengébb produkciót nyújtani az "agarak", jelenleg a Serie A 16. helyét foglalják el.

## Statisztikái edzőként
| Csapat      | Nemzet   | –tól               | –ig                  | Mérleg | Mérleg | Mérleg     | Mérleg | Mérleg | Mérleg | Mérleg | Mérleg |
| M           | GY       | D                  | V                    | RG     | KG     | Győzelem % |        |        |        |        |        |
| ----------- | -------- | ------------------ | -------------------- | ------ | ------ | ---------- | ------ | ------ | ------ | ------ | ------ |
| Lecco       | ITA      | 2001. július 2.    | 2001. december 3.    | 18     | 6      | 5          | 7      | 25     | 21     | 33,33  |        |
| Lecco       | ITA      | 2002. március 20.  | 2002. június 22.     | 7      | 3      | 3          | 1      | 9      | 5      | 42,86  |        |
| Livorno     | ITA      | 2002. június 22.   | 2003. június 30.     | 41     | 14     | 13         | 14     | 54     | 48     | 34,15  |        |
| Genoa       | ITA      | 2003. június 30.   | 2003. szeptember 21. | 6      | 1      | 1          | 4      | 4      | 7      | 16,67  |        |
| Livorno     | ITA      | 2005. január 11.   | 2006. február 6.     | 46     | 17     | 16         | 13     | 60     | 62     | 36,96  |        |
| Olaszország | ITA      | 2006. július 13.   | 2008. június 26.     | 23     | 13     | 5          | 5      | 35     | 22     | 56,52  |        |
| Napoli      | ITA      | 2009. március 10.  | 2009. október 6.     | 19     | 5      | 6          | 8      | 23     | 26     | 26,32  |        |
| Cagliari    | ITA      | 2010. november 16. | 2011. augusztus 12.  | 27     | 10     | 4          | 13     | 33     | 43     | 37,04  |        |
| Parma       | ITA      | 2012. január 9.    | 2015. június 22.     | 141    | 47     | 39         | 55     | 181    | 195    | 33,33  |        |
| Bologna     | ITA      | 2015. október 28.  | 2018. május 24.      | 108    | 33     | 23         | 52     | 115    | 146    | 30,56  |        |
| Sencsen     | CHN      | 2019. július 30.   | 2020. augusztus 11.  | 14     | 2      | 4          | 8      | 23     | 33     | 14,29  |        |
| Összesen    | Összesen | Összesen           | Összesen             | 450    | 151    | 119        | 180    | 562    | 608    | 33.56  |        |

## Díjak, elismerések

### Játékosként

#### Milan
- Olasz bajnok: (6)
  - 1987-1988, 1991–1992, 1992-1993, 1993-1994, 1995-1996, 1998-1999
- Olasz szuperkupa: (4)
  - 1988, 1992, 1993, 1994
- Bajnokcsapatok Európa Kupája/Bajnokok Ligája: (3)
  - 1988-1989, 1989-1990, 1993–1994
- UEFA-szuperkupa: (3)
  - 1989, 1990, 1994
- Interkontinentális kupa: (2)
  - 1989, 1990

#### el-Áttihád
- Szaúd-Arábiai bajnok: (1)
  - 1999-2000